# Río Camaná
El río Camaná es un río de la vertiente del Pacífico, localizado en la costa sur del Perú, en la región de Arequipa. Es la continuación del río Colca donde se sitúa el cañón del Colca.
El río Colca junto a otros afluentes, forma el río Majes, a orillas del cual se ubica el Valle de Majes. En el valle de Majes se cultiva arroz y trigo, anteriormente estaba dominado por árboles frutales. En el valle se han identificado 53 especies de aves entre ellas Xenospingus concolor. El valle de Majes tiene 17 320 ha. Cuenta con bosque ribereño.
La cuenca del río Camaná-Majes-Colca (CCMC) abarca una superficie de 17 220 km² y se sitúa en la vertiente suroeste de la cordillera de los Andes. El río recorre aproximadamente 365 km desde su nacimiento hasta su desembocadura en el océano Pacífico, con una pendiente media del 1,3 %. Territorialmente, comprende zonas de las provincias de Caylloma, Condesuyos, Castilla y Camaná, en la región Arequipa, así como sectores menores de las provincias de Espinar y Lampa, pertenecientes a las regiones de Cusco y Puno, respectivamente, en su tramo superior.

## Aspectos geológicos, del relieve, de actividad sísmica y volcánica en la cuenca Camaná-Majes-Colca
El cauce principal del río está influenciado por factores litológicos y morfoestructurales, debido a la presencia de volcanes formados durante el periodo Pliocuaternario. En la cuenca predominan las rocas volcánicas y volcánico-sedimentarias, especialmente en las zonas central y centro-oriental (49,27 %). También se encuentran rocas sedimentarias plegadas estructuralmente en el centro y el oriente de la cuenca (24,64 %), afloramientos dispersos de rocas intrusivas en las zonas oeste y central (5,73 %), y rocas metamórficas expuestas en el sector suroccidental (3,70 %).
Los valles, planicies costeras, laderas y vertientes están cubiertos por depósitos plio-cuaternarios (16,66 %) de origen diverso: aluvial, coluvial, deluvial, proluvial, lacustre, glaciar y fluvioglaciar, además de flujos de lava recientes, como los observados en Andahua. Según su grado de permeabilidad, las formaciones geológicas y depósitos inconsolidados se clasifican en: acuíferos (formados por materiales porosos no consolidados, sedimentos y flujos de lava en bloques); acuíferos fisurados (de origen sedimentario, kárstico, volcánico y volcánico-sedimentario); acuitardos (sedimentarios, volcánicos, intrusivos y volcánico-sedimentarios); y acuífugos formados por rocas metamórficas.

## Geografía
El río Colca junto con el río Capiza y otros afluentes menores forman el río Majes que luego al unirse al río Pucayura forma el río Camaná que desemboca en el océano Pacífico.
Los recursos de la cuenca alta del río Colca, con un área de 737 km² aproximadamente, son derivados parcialmente al río Chili mediante la regulación en los embalses El Pañe y Dique de los Españoles, el canal Pañe-Sumbay y las bocatomas Bamputañe, Blanquillo, Jancolacaya y Antasalla. Este trasvase a la cuenca del río Chili, se efectúa entregando estas aguas al río Sumbay, a la altura del poblado de Imata.
La cuenca en consideración presenta los siguientes sectores:
- Subcuenca del río Chili (o Sistema Chili Regulado);
- Subcuenca Oriental o del río Tingo Grande (subcuencas de los ríos Andamayo, Mollebaya y Yarabamba);
- Subcuenca de la laguna de Salinas;
- Subcuenca del río Yura;
- Subcuenca del río Vítor (Valle de Vítor);
- Subcuenca del río Siguas;
- Subcuenca del río Quilca (Valle de Quilca);

Las partes más altas de la cuenca se desarrollan en el sector occidental de la cordillera de los Andes, donde se ubican las obras de regulación y trasvase que sirven al sistema Chili Regulado. En las partes media alta y baja se ubican los valles interandinos y pampas costaneras, en donde se desarrolla gran parte de la agricultura. Luego, el cauce principal con el nombre de río Quilca rompe la Cordillera de la Costa para desembocar en el océano Pacífico.